# Liste der Stolpersteine in Zweibrücken
Die Liste der Stolpersteine in Zweibrücken enthält die Stolpersteine, die vom deutschen Künstler Gunter Demnig in der pfälzischen Stadt Zweibrücken verlegt wurden. Stolpersteine sind Opfern des Nationalsozialismus gewidmet, all jenen, die vom NS-Regime deportiert, ermordet, in die Emigration oder in den Suizid getrieben wurden. Demnig verlegt für jedes Opfer einen eigenen Stein, im Regelfall vor dem letzten selbst gewählten Wohnsitz.
Mittlerweile (Stand 2023) erinnern in Zweibrücken 26 Stolpersteine an Opfer des Nationalsozialismus.

## Liste der Stolpersteine
| Name                  | Adresse                    | Verlegedatum  | Inschrift | Bild |
| --------------------- | -------------------------- | ------------- | --- | --- |
| Walter Frick          | Alte Steinhauser Straße 30 | 23. Feb. 2012 | Hier geboren Walter Frick Jg. 1908 eingeliefert 1941 von seinem Schwager SS-Totenkopfstandarte Nervenheilanstalt Bernau tot 7.8.1941 | |
| Rosa Freundlich       | Hilgardstraße 2            | 27. Nov. 2023 | Hier wohnte Rosa Freundlich geb. Joseph Jg. 1882 deportiert 1940 Gurs Flucht Schweiz                                                 | Bild gesucht Die Wikipedia wünscht sich an dieser Stelle ein Bild vom Ort mit diesen Koordinaten 49.252186 7.362893 . Motiv: Kaiserstraße 49: der Stolperstein für das Ehepaar Freundlich, die Lage und das Haus Falls du dabei helfen möchtest, erklärt die Anleitung , wie das geht. BW  |
| Siegfried Freundlich  | Hilgardstraße 2            | 27. Nov. 2023 | Hier wohnte Siegfried Freundlich Jg. 1876 deportiert 1940 Gurs Flucht Schweiz                                                        | Bild gesucht Die Wikipedia wünscht sich an dieser Stelle ein Bild vom hier behandelten Ort. Falls du dabei helfen möchtest, erklärt die Anleitung , wie das geht. BW |
| Karolina Weis         | Hilgardstraße 22           | 27. Nov. 2023 | Hier wohnte Karolina Weis geb. Moses Jg. 1880 gedemütigt/entrechtet tot 11. Jan. 1941                                                | Bild gesucht Die Wikipedia wünscht sich an dieser Stelle ein Bild vom Ort mit diesen Koordinaten 49.25262 7.364556 . Motiv: Hilgardstraße 2: der Stolperstein für Karolina und Irma Weis, die Lage und das Haus Falls du dabei helfen möchtest, erklärt die Anleitung , wie das geht. BW   |
| Irma Weis             | Hilgardstraße 22           | 27. Nov. 2023 | Hier wohnte Irma Weis Jg. 1895 deportiert 1941 Riga-Jungfernhof ermordet                                                             | Bild gesucht Die Wikipedia wünscht sich an dieser Stelle ein Bild vom hier behandelten Ort. Falls du dabei helfen möchtest, erklärt die Anleitung , wie das geht. BW |
| Bertha Moses          | Hofenfelsstraße 70         | 27. Nov. 2023 | Hier wohnte Bertha Moses geb. Kehr Jg. 1888 deportiert 1940 Gurs Flucht 1942 USA tot auf Überfahrt 28. Juli 1942                     | Bild gesucht Die Wikipedia wünscht sich an dieser Stelle ein Bild vom Ort mit diesen Koordinaten 49.25521 7.367729 . Motiv: Hofenfelsstraße 70: der Stolperstein für Familie Moses, die Lage und das Haus Falls du dabei helfen möchtest, erklärt die Anleitung , wie das geht. BW         |
| Eugen Moses           | Hofenfelsstraße 70         | 27. Nov. 2023 | Hier wohnte Eugen Moses Jg. 1883 deportiert 1940 Gurs Flucht 1942 USA                                                                | Bild gesucht Die Wikipedia wünscht sich an dieser Stelle ein Bild vom hier behandelten Ort. Falls du dabei helfen möchtest, erklärt die Anleitung , wie das geht. BW |
| Fritz Moses           | Hofenfelsstraße 70         | 27. Nov. 2023 | Hier wohnte Fritz Moses Jg. 1812 deportiert 1940 Gurs 1942 Récébédou Flucht 1942 USA                                                 | Bild gesucht Die Wikipedia wünscht sich an dieser Stelle ein Bild vom hier behandelten Ort. Falls du dabei helfen möchtest, erklärt die Anleitung , wie das geht. BW |
| Ernst Josef Moses     | Hofenfelsstraße 70         | 27. Nov. 2023 | Hier wohnte Ernst Josef Moses Ernest Joseph Moses Jg. 1914 Flucht 1937 USA                                                           | Bild gesucht Die Wikipedia wünscht sich an dieser Stelle ein Bild vom hier behandelten Ort. Falls du dabei helfen möchtest, erklärt die Anleitung , wie das geht. BW |
| Edith Klara Moses     | Hofenfelsstraße 70         | 27. Nov. 2023 | Hier wohnte Edith Klara Moses verh. Katz Jg. 1918 Flucht 1938 USA                                                                    | Bild gesucht Die Wikipedia wünscht sich an dieser Stelle ein Bild vom hier behandelten Ort. Falls du dabei helfen möchtest, erklärt die Anleitung , wie das geht. BW |
| Margarete Moses       | Hofenfelsstraße 70         | 27. Nov. 2023 | Hier wohnte Margarete Moses verh. Stern Jg. 1920 Flucht 1938 USA                                                                     | Bild gesucht Die Wikipedia wünscht sich an dieser Stelle ein Bild vom hier behandelten Ort. Falls du dabei helfen möchtest, erklärt die Anleitung , wie das geht. BW |
| Sophie Kahn           | Kaiserstraße 49            | 27. Nov. 2023 | Hier wohnte Sophie Kahn geb. Bach Jg. 1883 Flucht 1939 Frankreich 1940 USA                                                           | Bild gesucht Die Wikipedia wünscht sich an dieser Stelle ein Bild vom Ort mit diesen Koordinaten 49.2486 7.358766 . Motiv: Kaiserstraße 49: der Stolperstein für das Ehepaar Kahn, die Lage und das Haus Falls du dabei helfen möchtest, erklärt die Anleitung , wie das geht. BW          |
| Berthold Kahn         | Kaiserstraße 49            | 27. Nov. 2023 | Hier wohnte Berthold Kahn Jg. 1874 Flucht 1939 Frankreich 1940 USA                                                                   | Bild gesucht Die Wikipedia wünscht sich an dieser Stelle ein Bild vom hier behandelten Ort. Falls du dabei helfen möchtest, erklärt die Anleitung , wie das geht. BW |
| Otto Escales          | Karlstraße 17              | 7. Juli 2020  | Hier wohnte Otto Escales Jg. 1853 unfreiwillig verzogen 1936 München gedemütigt/entrechtet tot 8.12.1939                             | Bild gesucht Die Wikipedia wünscht sich an dieser Stelle ein Bild vom Ort mit diesen Koordinaten 49.248743 7.361241 . Motiv: Karlstraße 17: der Stolperstein für Otto Escales, die Lage und das Haus Falls du dabei helfen möchtest, erklärt die Anleitung , wie das geht. BW              |
| Emil Dellheim         | Mühlstraße 1               | 7. Juli 2020  | Hier wohnte Emil Dellheim | Bild gesucht Die Wikipedia wünscht sich an dieser Stelle ein Bild vom Ort mit diesen Koordinaten 49.248625 7.36285 . Motiv: Mühlstraße 1: die Stolpersteine für das Ehepaar Dellheim, die Lage und das Haus Falls du dabei helfen möchtest, erklärt die Anleitung , wie das geht. BW       |
| Chana Dellheim        | Mühlstraße 1               | 7. Juli 2020  | Hier wohnte Chana Dellheim | Bild gesucht Die Wikipedia wünscht sich an dieser Stelle ein Bild vom hier behandelten Ort. Falls du dabei helfen möchtest, erklärt die Anleitung , wie das geht. BW |
| Alfred Weis           | Wallstraße 44              | 8. Aug. 2019  | Hier wohnte Alfred Weis Jg. 1878 gedemütigt/entrechtet tot 25.5.1938                                                                 | Bild gesucht Die Wikipedia wünscht sich an dieser Stelle ein Bild vom Ort mit diesen Koordinaten 49.24802 7.360859 . Motiv: Wallstraße 44: die Stolpersteine für die Familien Löb und Weis, die Lage und das Haus Falls du dabei helfen möchtest, erklärt die Anleitung , wie das geht. BW |
| Ida Weis              | Wallstraße 44              | 8. Aug. 2019  | Hier wohnte Ida Weis geb. Siegel Jg. 1853 gedemütigt/entrechtet tot 4.9.1933                                                         | Bild gesucht Die Wikipedia wünscht sich an dieser Stelle ein Bild vom hier behandelten Ort. Falls du dabei helfen möchtest, erklärt die Anleitung , wie das geht. BW |
| Eugen Weis            | Wallstraße 44              | 8. Aug. 2019  | Hier wohnte Eugen Weis Jg. 1880 „Schutzhaft“ 1938 Dachau deportiert 1941 Riga ermordet                                               | Bild gesucht Die Wikipedia wünscht sich an dieser Stelle ein Bild vom hier behandelten Ort. Falls du dabei helfen möchtest, erklärt die Anleitung , wie das geht. BW |
| Ludwig Otto Löb       | Wallstraße 44              | 8. Aug. 2019  | Hier wohnte Ludwig Otto Löb Jg. 1877 Flucht 1938 USA                                                                                 | Bild gesucht Die Wikipedia wünscht sich an dieser Stelle ein Bild vom hier behandelten Ort. Falls du dabei helfen möchtest, erklärt die Anleitung , wie das geht. BW |
| Josef Löb             | Wallstraße 44              | 8. Aug. 2019  | Hier wohnte Josef Löb Jg. 1907 Flucht 1939 USA                                                                                       | Bild gesucht Die Wikipedia wünscht sich an dieser Stelle ein Bild vom hier behandelten Ort. Falls du dabei helfen möchtest, erklärt die Anleitung , wie das geht. BW |
| Greta Kay Kadden      | Wallstraße 44              | 8. Aug. 2019  | Hier wohnte Greta Kay Kadden geb. Löb Jg. 1919 Flucht 1937 USA                                                                       | Bild gesucht Die Wikipedia wünscht sich an dieser Stelle ein Bild vom hier behandelten Ort. Falls du dabei helfen möchtest, erklärt die Anleitung , wie das geht. BW |
| Lisel Rosalie Herman  | Wallstraße 44              | 8. Aug. 2019  | Hier wohnte Lisel Rosalie Herman geb. Löb Jg. 1909 Flucht 1937 USA                                                                   | Bild gesucht Die Wikipedia wünscht sich an dieser Stelle ein Bild vom hier behandelten Ort. Falls du dabei helfen möchtest, erklärt die Anleitung , wie das geht. BW |
| Johanna Löb           | Wallstraße 44              | 8. Aug. 2019  | Hier wohnte Johanna Löb geb. Brück Jg. 1891 Flucht 1938 USA                                                                          | Bild gesucht Die Wikipedia wünscht sich an dieser Stelle ein Bild vom hier behandelten Ort. Falls du dabei helfen möchtest, erklärt die Anleitung , wie das geht. BW |
| Gertrude Straus       | Wallstraße 44              | 8. Aug. 2019  | Hier wohnte Gertrude Straus geb. Löb Jg. 1915 Flucht 1936 USA                                                                        | Bild gesucht Die Wikipedia wünscht sich an dieser Stelle ein Bild vom hier behandelten Ort. Falls du dabei helfen möchtest, erklärt die Anleitung , wie das geht. BW |
| Frieda Gertrude Brück | Wallstraße 44              | 8. Aug. 2019  | Hier wohnte Frieda Gertrude Brück Jg. 1889 Flucht 1938 Brasilien                                                                     | Bild gesucht Die Wikipedia wünscht sich an dieser Stelle ein Bild vom hier behandelten Ort. Falls du dabei helfen möchtest, erklärt die Anleitung , wie das geht. BW |